# قره‌داغ‌لی، داغستان

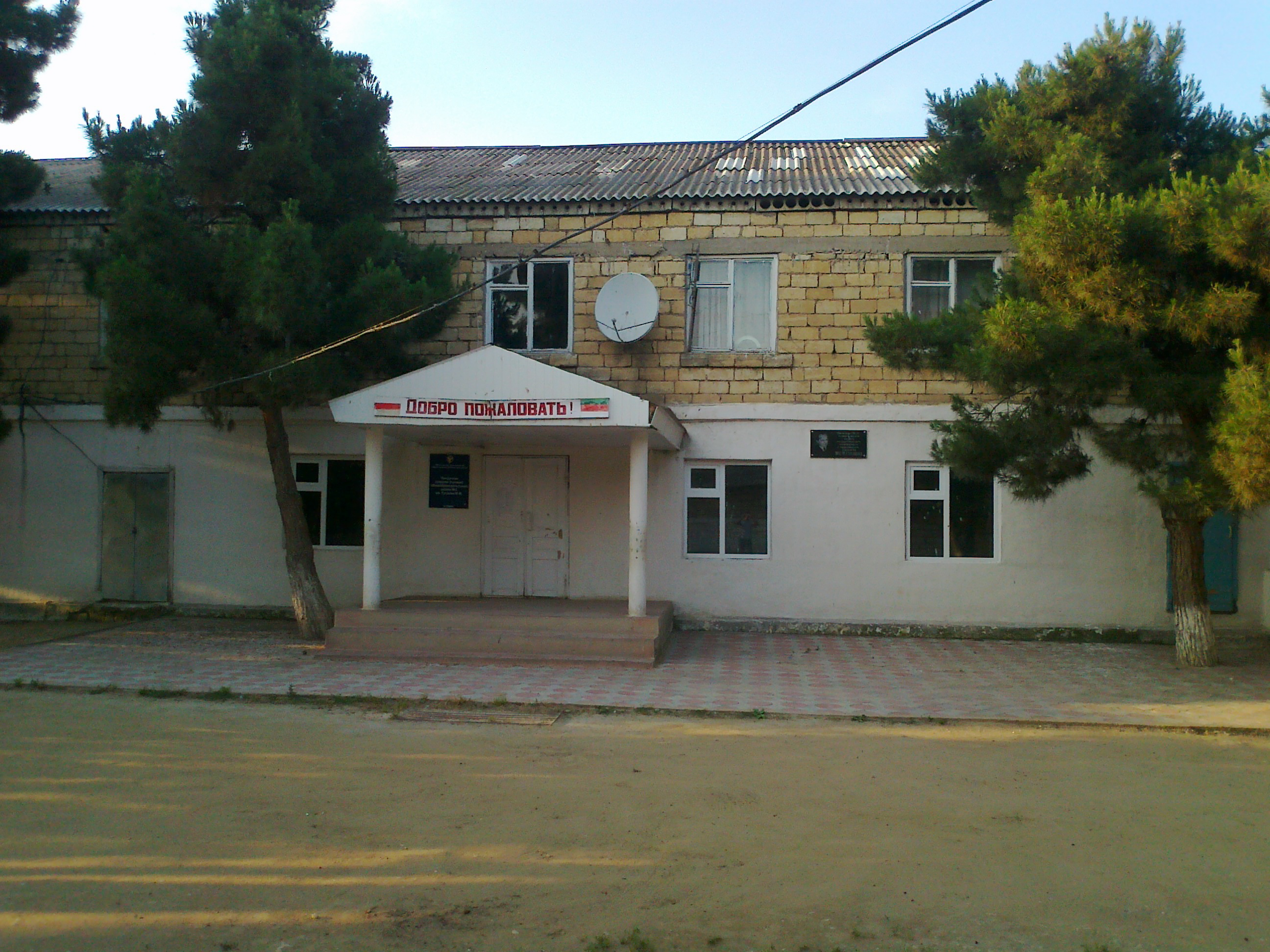
قره‌داغ‌لی، داغستان

قره‌داغ‌لی (به روسی: Карадаглы) یک منطقهٔ مسکونی در روسیه است که در داغستان واقع شده‌است. قره‌داغ‌لی دارای ۱۲ خیابان است.

## جغرافیا
قره‌داغ‌لی در ۲۸ کیلومتری شمال غربی دربند (مرکز اداری ناحیه) در کنار رودخانه اولوچای واقع شده است. تاتلار و پادار نزدیک ترین روستاها به قره‌داغ‌لی هستند.